# Podalonia luffii
Podalonia luffii är en biart som först beskrevs av Edward Saunders entomologist  1903.  Podalonia luffii ingår i släktet Podalonia och familjen grävsteklar. Enligt den svenska rödlistan är arten sårbar i Sverige. Arten förekommer i Götaland och Gotland. Artens livsmiljö är havsstränder. Inga underarter finns listade i Catalogue of Life.